# Challenger de Corrientes
El torneo Challenger de Corrientes es un torneo profesional de tenis. Pertenece al ATP Challenger Series. Se juega desde el año 2015 sobre superficie de tierra batida, en Corrientes, Argentina.

## Palmarés

### Individuales
| Jahr      | Campeón            | Finalista         | Resultado     |
| --------- | ------------------ | ----------------- | ------------- |
| 2015      | Máximo González    | Diego Schwartzman | 3-6, 7-5, 6-4 |
| 2016-2021 | No celebrado       | No celebrado      | No celebrado  |
| 2022      | Francisco Comesaña | Mariano Navone    | 6-0, 6-3      |

### Dobles
| Jahr      | Campeones                       | Finalistas                      | Resultadp    |
| --------- | ------------------------------- | ------------------------------- | ------------ |
| 2015      | Julio Peralta Horacio Zeballos  | Guillermo Durán Máximo González | 6-2, 6-3     |
| 2016-2021 | No celebrado                    | No celebrado                    | No celebrado |
| 2022      | Guido Andreozzi Guillermo Durán | Nicolás Álvarez Murkel Dellien  | 7-5, 6-2     |